# Ярославцев, Александр Егорович
Алекса́ндр Его́рович Яросла́вцев (3 ноября 1909, Кайсегурт, Вятская губерния — 14 ноября 1972, Ижевск) — участник Великой Отечественной войны, командир телефонного взвода отдельной роты связи 110-й гвардейской стрелковой дивизии 37-й армии Степного фронта, Герой Советского Союза.

## Биография
Родился в деревне Кайсыгурт (ныне Шарканский район) в крестьянской семье. Русский. В 7 лет остался без родителей, воспитывался в Сосновском и Шарканском детском домах. С 16 лет работал на мельнице, потом — в органах НКВД. В 1930—1935 годах жил в Ижевске, где окончил курсы киномехаников. В 1935—1941 годах работал заведующим отделом кинофикации Шарканского района, затем — начальником отдела кинофикации Дебёсского района Удмуртской АССР.
Призван в армию 2 октября 1941. Начал службу на Ленинградском фронте. Воевал на Северо-Кавказском, Юго-Западном, Степном и 2-м Украинском фронте. Отличился во время Курской битвы.
30 сентября 1943 года получил приказ установить телефонную связь с плацдармом на правом берегу Днепра. Перебрался через реку и в районе села Куцеволовка Онуфриевского района Кировоградской области, установив связь на 2 часа раньше установленного срока. Во время боёв для восстановления связи он трижды прокладывал провод заново, двадцать раз устанавливал обрывы линии, уходя от попыток врага окружить его.
В дальнейшем освобождал Правобережную Украину, форсировал Южный Буг и Днестр. С октября 1945 года — в запасе. Работал в селе Дебёсы председателем промысловой артели, затем — председателем правления райпотребсоюза. Затем жил в Ижевске. Скончался 14 ноября 1972 года. Похоронен в селе Дебёсы.

## Награды
- Медаль «Золотая Звезда» Героя Советского Союза;
- орден Ленина;
- орден Красного Знамени;
- орден Отечественной войны II степени;
- орден Красной Звезды;
- медали.

## Память
- В селе Дебёсы именем Героя названа улица и установлена мемориальная доска.